# أم العمد قبلي
أم العمد قبلي قرية سوريّة تتبع إداريّاً لمحافظة حلب منطقة جبل سمعان ناحية تل الضمان، بلغ تعداد سكانها 314 نسمة حسب التعداد السكاني لعام 2004.